# Роти-буайя
Ро́ти-буа́йя (индон. roti buaya, буквально — «крокодиловый хлеб», «хлеб в форме крокодила») — блюдо индонезийской кухни, традиционный атрибут свадебного застолья в Джакарте и её окрестностях.
Представляет собой хлебобулочное изделие крупных размеров в форме крокодила, изготовляемое обычно из сладкого теста, замешанного на пшеничной муке, с возможным добавлением различных специй и пряностей. Иногда поверхность «крокодила» украшается кондитерской глазурью, фруктами или другим съедобным декором.
Является одним из самых популярных и узнаваемых символов культуры бетави — особой этнической группы, сформировавшейся в среде коренных жителей индонезийской столицы и ряда сопредельных районов.

## Происхождение и распространение

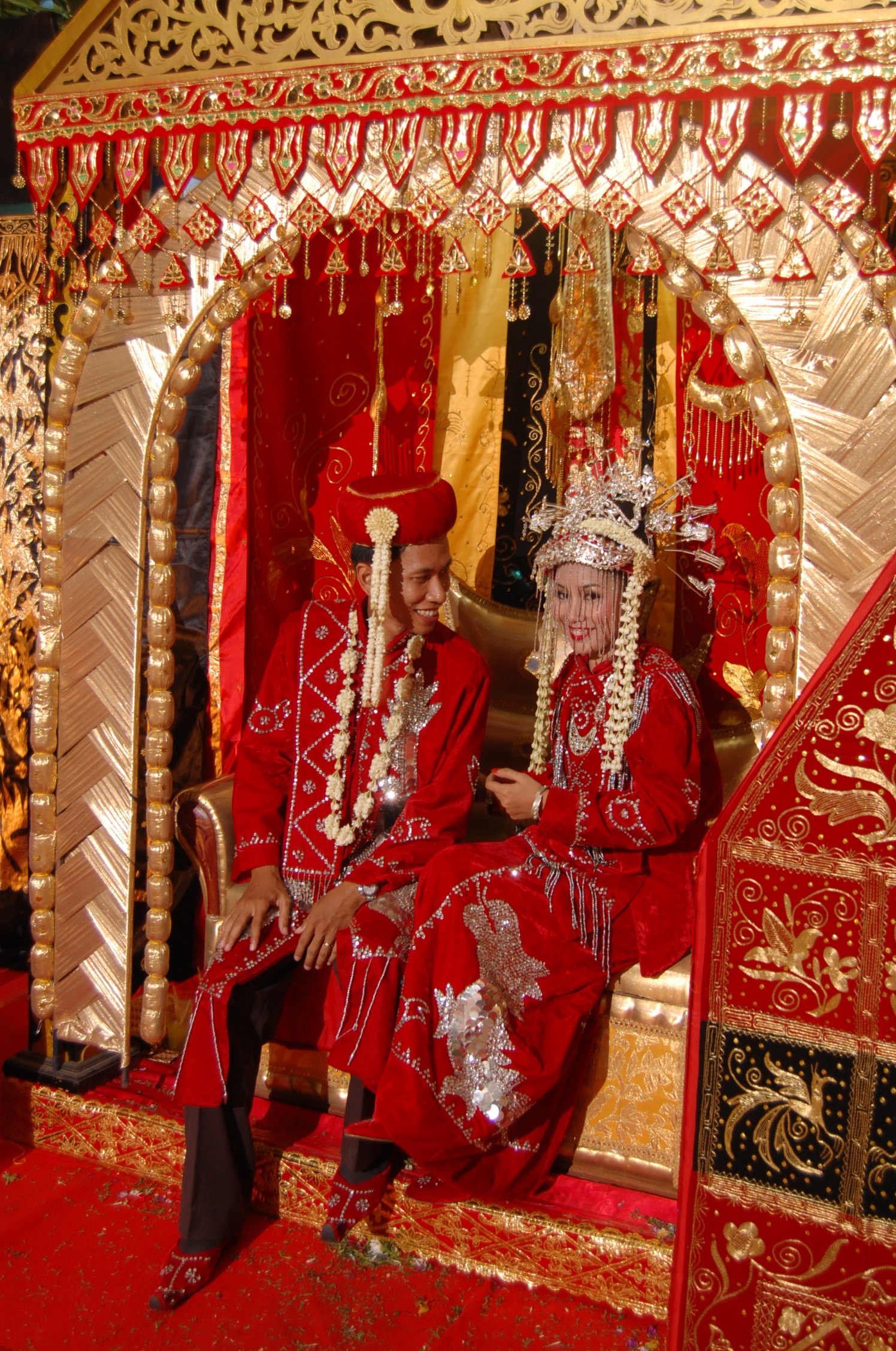
Молодожёны-бетави в ходе традиционной свадебной церемонии

Роти-буайя является традиционным свадебным угощением у бетави — этнической группы смешанного происхождения, которая составляет значительную часть населения столицы Индонезии Джакарты и её ближайших окрестностей. Главной особенностью этого кушанья является его форма, которой придаётся максимальное сходство с крокодилом. Это связано с тем, что у бетави крокодил издавна является символом супружеской верности: среди них считается, что эти животные, в отличие от многих других, ведут моногамный образ жизни и редко меняют партнёров. Таким образом, изображение крокодила, поданное к свадебному столу, призвано сыграть роль талисмана, укрепляющего брачные узы. Более того, многие представители народности бетави наделяют крокодила и другими добродетелями, востребованными для семейной жизни — терпением, мужеством, заботливостью в отношении потомства, а также обращают внимание на долголетие этого животного — и, соответственно, более широко трактуют символизм роти-буайя.
Приготовление свадебного угощения в форме крокодила практиковалось в районе современной Джакарты ещё в доколониальные времена, однако в тот период сырьём для подобного блюда служили в основном батат и тапиока. В дальнейшем распространение на Яве практики выпечки пшеничного хлеба, привнесённой европейскими колонизаторами, постепенно привело к изменению и стандартизации его рецептуры. Печёный «крокодил» из пшеничного теста превосходил своих бататовых и тапиоковых предшественников по прочности, мог дольше храниться и выглядел гораздо более эстетично. Кроме того, дороговизна пшеничной муки в сравнении с традиционным местным кулинарным сырьём обеспечивала определённую статусность блюда, подчеркивала его праздничное предназначение. В результате свадебный «крокодил» приобрёл дополнительный символизм: если форма изделия возвещала молодожёнам прочный и долговечный брак, то содержимое — материальный достаток и житейское благополучие. Некоторые индонезийские историки даже полагают, что изначально роти-буайя не был блюдом как таковым: за свадебным столом он не съедался, а выполнял исключительно функцию талисмана и украшения, после чего в этом же качестве долго хранился в доме новобрачных. В связи с этим, по их мнению, в прошлом тестяные крокодилы целенаправленно делались намного более твёрдыми, нежели современные.
Благодаря своей роли в традиционном свадебном торжестве роти-буайя является одним из наиболее популярных и узнаваемых символов национальной культуры бетави. Так, в ходе различных этнокультурных фестивалей бетави часто представляет пара, одетая в свадебные наряды, с роти-буайя в руках.

## Изготовление

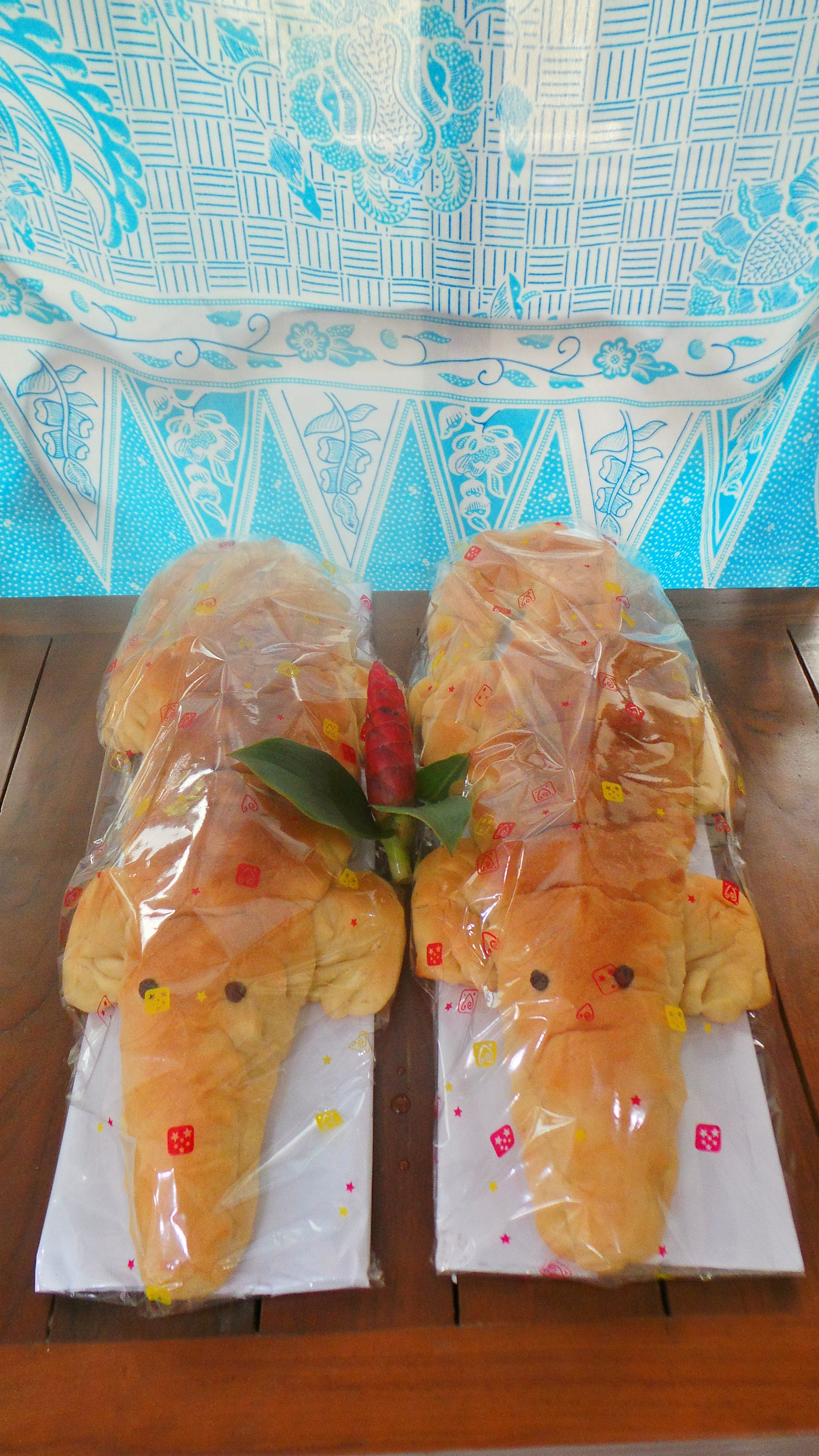
Пара покупных роти-буайя

С кулинарной точки зрения роти-буайя представляет собой весьма несложное блюдо: только форма отличает его от обычного хлебобулочного изделия. В тесто как правило добавляются яйца, сливочное масло либо маргарин, а также сахар — обычный или пальмовый. Иногда тесто приправляется небольшим количеством пряностей. Какой-либо начинки традиционный рецепт роти-буайя не предусматривает.
Главной задачей повара является придание изделию крокодилообразной формы. Некоторые мастера достигают в этом больших высот, тщательно вылепляя из теста даже мелкие детали внешности рептилии. Нередко для изображения глаз, зубов, когтей, складок шкуры либо же просто для украшения поверхности выпечки используются дополнительные кулинарные материалы: кондитерская глазурь, шоколад, изюм, фрукты. Выпекается роти-буайя на противне в хлебной печи или духовке.
Размеры роти-буайя могут быть различными. Наиболее типичны «крокодилы», имеющие длину около полуметра, однако на некоторых свадьбах подаются метровые и даже более крупные фигуры рептилий.
Если изначально роти-буайя готовились исключительно в домашних условиях, то в современной Индонезии они чаще изготовляются на заказ или приобретаются в готовом виде. Эти угощения составляют значительную часть ассортимента многих джакартских пекарен, хлебных магазинов и свадебных салонов.

## Подача и потребление
Роти-буайя является исключительно свадебным угощением и не подаётся в ходе обычных повседневных трапез. Изначально к торжественному застолью было принято подавать одного «крокодила», и его предоставление считалось обязанностью жениха: последний таким образом подтверждал готовность к выполнению моральных обязательств, налагаемых браком. Однако в XX—XXI веках обычай претерпел заметное изменение: весьма часто к свадебному столу стали подавать двух «крокодилов», как бы представляющих стороны жениха и невесты. В этих случаях «невестин» роти-буайя обычно бывает несколько меньше по размеру и, кроме того, часто декорируется в более нежном, женственном стиле.  Иногда на подобных парных «крокодилах» глазурью надписывают имена жениха и невесты. Реже «крокодилов» на бетавской свадьбе оказывается ещё больше: к паре роти-буайя, символизирующих жениха и невесту, добавляется ещё несколько значительно меньших по размеру «крокодильчиков», которые символизируют будущих детей молодожёнов. Кроме того, на современных свадьбах роти-буайя — одиночные или групповые — нередко выставляются не самими молодожёнами и их семьями, а преподносятся наиболее почтенными гостями.
В общем, в ходе свадебного застолья у бетави роти-буайя занимает фактически то же место, что на европейских — свадебный торт. Разница состоит лишь в том, что это угощение не выносится к столу в самом конце трапезы, а заранее выставляется на самом видном месте на подносе или большом блюде. Есть же его принято, как и свадебный торт, в конце торжественного обеда: «крокодила» разрезают на кусочки, которые раздают гостям, часто подавая в качестве приправы к ним сироп или мёд.